# Klub esperantistů Brno
Klub esperantistů Brno, pobočný spolek Českého esperantského svazu, je nejstarším esperantským klubem v České republice a bývalého Rakouska. Navazuje na tradici Prvního spolku rakouských esperantistů, který byl založen v Brně, hlavním městě Moravy, již v roce 1901.

## Historie klubu

### Vznik za Rakouska
Když Theodor Čejka v roce 1900 vydal v Bystřici pod Hostýnem se svými přáteli učebnici esperanta, vytvořila se v Brně skupina esperantistů, kteří usilovali o oficiální založení a uznání esperantského spolku; avšak boj s rakouskou byrokracií trval více než rok. Obrátili se na poslance Josefa Hybeše, který v rakouském parlamentu 22. května 1901 intervenoval prohlášením, že jde o šikanování občanů. Poté příslušné ministerstvo nařídilo moravským úřadům záležitost urychleně schválit, což se stalo 21. října 1901. Prvním předsedou se stal novinář Karel Pelant.
Spolek byl původně zamýšlen jako celorakouský, ale když esperantisté v jednotlivých městech Rakouska začali zakládat vlastní kluby, spolek se změnil na klub českých esperantistů a klub německých esperantistů.

### Za první republiky
V meziválečném období třicátých let se klub proslavil vysíláním brněnského rozhlasu Radiojournal, který vysílal do zahraničí v různých jazycích. Vysílání v jazyce esperanto se nazývalo Verda Stacio (Zelená stanice). Začínalo pětiminutovými kurzy esperanta v nočních hodinách, poté stejně krátkými přednáškami o Československu. Když ze zahraničí přicházely příznivé ohlasy, vedení Radiojournalu rozhodlo, že jednou měsíčně bude vysílán hodinový umělecký pořad. Tak byly v esperantu odvysílány hry R.U.R. a Bílá nemoc, operety Polská krev a Na růžích ustláno, dokonce i opera Prodaná nevěsta, rozhlasová hra o Edisonovi, zdramatizovaný román Pohádka máje a další dramatická díla. Hráli v nich profesionální herci, např. Karel Höger, Vladimír Leraus, Jarmila Kurandová, Zdena Švábíková. V první hodince v roce 1933 účinkoval i budoucí básník Ivan Blatný ještě jako 14letý chlapec.
V lednu 1938 přednášel v klubu třicetiletý Martin Novosad o buddhismu jako filozofii, krátce nato odjel na Srí Lanku a stal se budhistickým mnichem a významným vědcem pod jménem Nyanasatta Thera.

### Po druhé světové válce
Během druhé světové války gestapo činnost klubu zakázalo, ale po válce se činnost opět rozběhla. V roce 1950 se v Brně uskutečnil celorepublikový sjezd esperanta s účastí téměř tisíc esperantistů, českých i slovenských. Vysílání Zelené stanice se ovšem přesunulo do Prahy, protože brněnské studio bylo poškozené bombardováním.
V roce 1952 komunistický režim zastavil činnost celostátní organizace esperantistů, vydávání časopisu i esperantské rozhlasové vysílání. Esperantské kluby směly dál existovat pouze jako součást místních kulturních zařízení, kterým musely odevzdat svůj majetek. Směly však vydávat pro své členy cyklostylované věstníky, které jsou jediným zdrojem informací z té doby.
Brněnští esperantisté se scházeli jednou týdně, na programu byla vždy přednáška o významných umělcích, vědcích, dějinných událostech apod. V této tradici klub pokračuje dodnes.

## Členové
Mezi členy klubu, kteří se aktivně podíleli či podílejí na vydávání esperantské literatury jako překladatelé, autoři, někdy i jako vydavatelé, patří Vincenc Kroužil, Rudolf Fridrich, Jiří Vítězslav Šamla, Jiří Kořínek, Josef Vondroušek, Zdeněk Hršel, Jan Werner, Oldřich Arnošt Fischer, Miroslav Malovec a Marek Blahuš. Poslední dva jmenovaní spolu s Václavem Zouzalíkem dlouhodobě přispívají do české Wikipedie.